# Göteborgsregionens släktforskare
Göteborgsregionens släktforskare (GRS) är en genealogisk förening i Göteborg, grundad år 1946.

## Historia
Göteborgsregionens släktforskare bildades under namnet Västra Sveriges Genealogiska Förening (VSGF) den 16 maj 1946 och det första medlemsmötet hölls den 28 november samma år. Under de första 40 åren var föreningen en sammanhållande regional förening för västra Sverige och var ansluten till Genealogiska Föreningen. Efter bildandet av Sveriges Släktforskarförbund fanns inte längre något behov av en sammanhållande förening. Namnändring till Göteborgsregionens Släktforskare skedde år 2000.
Föreningen var en efterföljare till Personhistoriska föreningen Äldre Göteborgssläkter, vilken bildades 1913, som den första lokala släktforskningsföreningen i Sverige.
Bland föreningens ordförande märks Martin Hammar (1946–1955), Folke Reyde (1956–1963), Johan von Sydow (1964–1991), Lars-Olof Lööf (1992–1999), Rolf Ekelund (2000–2004), Per Clemensson (till 2016) samt Lisbet Rodin (från 2016).

## Verksamhet
Föreningen har genom åren anordnat utfärder, föredrag och kurser, liksom utställningar på bland annat  Landsarkivet och Göteborgs stadsmuseum. Föreningen ger ut tidskriften Västanbladet sedan 1984 (namnet var VSGF-bladet under de första åtta åren). På 1970-talet bildades ungdomsföreningen Genealogisk ungdom.
Inledningsvis förvarade föreningen böcker och handlingar i Landsarkivet och senare i Stadsarkivet vid Haga Kyrkoplan. Föreningen flyttade 1980 till Postgatan 4, där man hade lokaler tillsammans med Göteborgs hembygdsförbund och från 1995 fick föreningen egna lokaler i samma hus. År 1998 flyttades verksamheten till Erik Dahlbergsgatan 36 B. 
Lokalerna hålls normalt bemannade varje vardag (samt från våren 2017 även lördagar). 
Såväl medlemmar som andra intresserade kan där utnyttja föreningens alla resurser inom släktforskning, samt få instruktion och rådgivning. Bland de resurser som står till förfogande kan märkas en handfull till internet uppkopplade datorer. Dessa är bestyckade med abonnemang till de vanligaste sajterna för släktforskning, samt kopplade till ett antal dvd-skivor med digitaliserat arkivmaterial. 
Föreningen håller även ett bibliotek med genealogisk litteratur från flera epoker. Bland ämnesområden kan nämnas topografi (särskilt Västsverige), yrkesförteckningar, särskilda släkter, prenumererade tidskrifter med mera. 
I lokalerna hålls även regelbundet möten med olika teman, förutom medlemsmöten även publika föredrag, diskussioner etc. 
Från år 2016 har föreningen införlivat aspekten av DNA-analys inom släktforskningen. Dels med instruktion hur detta går till, dels genom kurser och temakvällar ("DNA-caféer"). 
Genom samarbete med Göteborgs Kommun håller personal från föreningen regelbundet introduktionslektioner i släktforskning på Göteborgs Stadsbibliotek. Bokade deltagare får då tillgång till Bibliotekets resurser avseende släktforskning (datorer, litteratur etc.) 
Göteborgsregionens Släktforskare är också engagerade i att hålla studiecirklar i släktforskning, utifrån olika teman (nybörjare, handstilstydning, emigration...).